# Finlândia Própria
Finlândia Própria ou Finlândia do Sudoeste (finlandês: Varsinais-Suomi, sueco: Egentliga Finland) é uma  região da Finlândia localizada na província de Finlândia Ocidental, sua capital é a cidade de Turku.

## Municípios
A região da Finlândia Própria está dividida em 53 municípios (população em 31 de agosto de 2006 entre parênteses):
| Die Gemeinden von Varsinais-Suomi | |
| 1. Aura (3.742) 2. Kaarina* (22.168) 3. Kimitoön (Kemiönsaari) (3.307) 4. Koski Tl (2.514) 5. Kustavi (937) 6. Laitila* (8.576) 7. Lieto (15.357) 8. Loimaa* (13.064) 9. Masku (6.112) 10. Mynämäki (6.324) 11. Naantali* (14.020) | 1. Nousiainen (4.588) 2. Oripää (1.342) 3. Paimio* (9.953) 4. Pargas* (Parainen) (12.115) 5. Pöytyä (6.215) 6. Pyhäranta (2.245) 7. Raisio* (23.919) 8. Rusko (3.803) 9. Salo* (25.359) 10. Sauvo (2.950) 11. Somero* (9.537) 12. Taivassalo (1.764) 13. Tarvasjoki (1.965) 14. Turku* (Åbo) (174.995) 15. Uusikaupunki* (16.166) 16. Vehmaa (2.478) |

Nota: * Municípios com status de cidade.